# Komunikacija na delovnem mestu
Beseda komunikacija izhaja iz latinščine (communis) in pomeni »deliti«. Je aktivnost prenašanja informacij z izmenjavo misli, sporočil ali informacij skozi govor, signale, slike, pisano besedo ali vedenje. S komunikacijo izmenjujemo informacije in prenašamo pomen le-teh. Komunikacija je lahko namerna ali nenamerna. Človeška komunikacija je del socializacije; je primarno orodje inkulturacije.
Komunikacijo lahko razumemo kot akcijo, interakcijo in transakcijo. Komunikacija kot akcija se izraža takrat, ko pošiljatelj pošlje sporočilo; slednje pa je lahko sprejeto ali pa tudi ne. Če so informacije izmenjane med dvema ali več ljudmi, potem gre za komunikacijo kot interakcijo. Komunikacijo kot transakcijo pa razumemo kot komunikacijo med dvema ali več osebami, ki gradijo skupno sporočilo; delijo mnenja in razumevanje stvari. Učinkovita komunikacija je možna le, ko je intencionalna; tj. ima namen.
Poleg vsebine, ki ga sporočilo vsebuje, nam le-to sporoča tudi odnos med osebama, ki komunicirata. Torej komunikacija odraža tudi odnosno raven, tj. kako sta pošiljatelj in prejemnik sporočil socialno in osebno povezana.

## Komunikacijska kompetentnost
Komunikacijska kompetentnost obsega znanje, veščine in zmožnosti uporabljati načine prenosa, razumevanja in prejemanja idej, misli in občutij na verbalni, neverbalni, pisni, elektronski itd. način z namenom natančnega prenašanja in izmenjevanja informacij in emocij. Torej moramo imeti znanje in biti vešči v tem, da lahko prenašamo informacije, ideje, emocije drugim tako, da jih ti razumejo. Na to zmožnost vplivajo veščine opisovanja – to da znamo identificirati konkretne, specifične primere vedenja in njihove učinke. Poleg tega ta zmožnost zahteva tudi prepoznavanje posameznika, da pri prenašanju svojega sporočila ni vedno jasen in da lahko prehitro zaključuje in posplošuje. Sposobni moramo biti podajati konstruktivno povratno informacijo, se vključevati v aktivno poslušanje, biti sposobni uporabljati in razumeti neverbalno in verbalno komunikacijo, pa tudi pisno komunikacijo za prenos podatkov, informacij, idej in emocij preko poročil, pisem, zapiskov, elektronskih sporočil itd.

## Pristopi h komunikaciji v organizaciji
Organizacijsko komunikacijo lahko opredelimo s tremi načeli. Je komunikacija, ki se dogaja znotraj kompleksnega sistema, ki hkrati vpliva na okolje in je tudi vplivana s strani okolja. Vsebuje sporočila, njihov tok, namen, smer in medij. Vključuje ljudi, njihova prepričanja, vedenja, odnose in veščine.
V organizaciji lahko komunikacijo pojmujemo na štiri načine. Komunikacijo kot prenos informacij (akcijo), kot transakcijo, kot strateški nadzor in kot iskanje ravnovesja med kreativnostjo in pritiskom (omejenostjo in nadzorom).

### Komunikacija kot prenos informacij
Gre za prenos informacij ene osebe k drugi ali več osebam. Ta pristop ponazarja model SMCR Davida Berlota. Pošiljatelj (sender – S) namreč prenese sporočilo (message – M) preko kanala (channel – C) do prejemnika (reciever – R). Pošiljatelj sporočilo kodira, prejemnik pa dekodira. Prenos misli in občutij je možen s pomočjo jezika, ki je lahko tudi pisen; ne glede na medij prenosa sporočila misli pretvorimo v besede, ki te misli in občutja vsebujejo; te besede pa morajo poslušalci oz. prejemniki potem dekodirati. Ta pristop komunikacijo opredeljuje kot orodje, s katerim ljudje dosegajo svoje cilje. Ta pristop je bil populariziran v 20. stoletju in je primerjal človeško komunikacijo s prenosom informacij po telefonski žici. Zato je bila poudarjena enosmerna komunikacija, s katero so poskušali vplivati na ljudi. Napake v komunikaciji so lahko posledica (1) ne-prenosa informacije ali pa (2) nepravilnega prenosa (preneseno sporočilo ni takšno, kot je pošiljatelj želel). Problemi v komunikaciji so lahko naslednji: preveč informacij, distorzija, dvoumnost. Prevelika količina informacij povzroči, da mora prejemnik procesirati preveliko število informacij; tj. lahko posledica tega, (1) da je kvantitativno teh informacij preveč, (2) da so informacije podane prehitro ali pa (3) je delo, ki ga procesiranje informacij zahteva, preveč kompleksno. Distorzija se nanaša na motnje na stani prejemnika, ki onemogočajo dober prenos informacij. Te motnje so lahko (1) semantične (sporočilo ima za oba v komunikacijskem procesu drugačen pomen), (2) fizične (npr. hrup) ali (3) kontekstualne (pošiljatelj in prejemnik zavzemata različni perspektivi, kar je vzrok nerazumevanja). Pogosti vzroki dvoumnosti, kot tretjega problema v komunikaciji, pa so lahko abstraktni jezik in različni pomeni besed za posameznika.
Danes se ta način komunikacije v organizaciji uporablja pri dajanju in sprejemanju tehničnih navodil, komunikaciji preko elektronske pošte, facebook ali Twitter sporočil med zaposlenimi. Kritiki tega pristopa zavračajo komunikacijo kot linearni in poenostavljen model, kot ga ta pristop podaja. Poleg tega ta pristop prejemnika sporočila daje v pasiven položaj.  

### Komunikacija kot transakcijski proces
V človeški komunikaciji je težko razmejiti vlogo pošiljatelja in sporočevalca, saj udeleženci v komunikaciji igrajo obe vlogi simultano. Oba hkrati kodirata in dekodirata sporočila ter vplivata en na drugega. Pomembna je povratna informacija oz. informacija o tem, kako je sporočilo sprejeto; predvsem neverbalna povratna informacija, ki lahko spremlja ali nadomesti verbalno. Pomen sporočila, za razliko od zgornjega informacijskega modela, ni v besedah, ampak v ljudeh samih. Model transakcijskega procesa se osredotoča na prejemnika in na to, kako ta zgradi pomen sporočila. Prav zato so nerazumevanja, napačna razumevanja ali nenamerna sporočila v komunikaciji normalen del človeške komunikacije.
Transakcijski model komunikacije bi lahko uporabili pri organizacijskem vodenju in sicer tako, da se razumevanje sporočil med vodjo in zaposlenimi razvije postopno in počasi skozi komunikacijo. Veliko strokovnjakov podaja kritiko modelu zaradi poudarka na ustvarjanju skupnega pomena skozi komunikacijo, saj je le-to lahko bolj ideološko kot empirično preverljivo. Stopnje skupnega razumevanja med ljudmi namreč ni mogoče objektivno preveriti. Deljeni pomen implicira konsenz, v organizacijski komunikaciji pa pogosto opazimo dvoumnost, konflikte in različne poglede na stvari.

### Komunikacija kot strateški nadzor
Komunikacija se uporablja kot orodje za nadzor okolja. Zaradi osebnih, odnosnih in političnih faktorjev, glavni cilj interakcije ni vedno večje razumevanje sporočila. Zato ta model predvideva, da imajo prisotni v komunikaciji različne multiple cilje. Zato je uspešen komunikator tisti, ki izbere strategije, s katerimi lahko doseže te multiple cilje. Ker so komunikatorjeve izbire socialno, politično in etično motivirane, ne moremo pričakovati, da bodo ljudje vedno komunicirali v smer večjega razumevanja drug drugega. Zato včasih ljudje, v kolikor imajo takšen interes, ne komunicirajo odkrito in jasno. Komunikatorji morajo zato prepoznati pritiske in nadzore v situaciji in zato, da se prilagodijo multiplim ciljem hkrati, biti jasni, asertivni in spoštljivi do druge osebe. V organizacijski komunikaciji je strateška dvoumnost pomemben koncept, ki razlaga, kako lahko ljudje komunicirajo nejasno, a hkrati dosežejo cilje. Strateška dvoumnost podpira različno razumevanje sporočila, ohranja privilegirane položaje, lajša organizacijske spremembe (ker si udeleženi v komunikaciji lahko po svoje interpretirajo sporočilo, lahko naredijo nekaj v skladu s tem, kar so razumeli); da pa se jo tudi zanikati (besede lahko pomenijo nekaj, vendar lahko pod pritiskom zgleda, kot da je pomen drugačen). Ker je deljeni pomen (iz transakcijskega modela) nepreverljiv, bi moral biti primarni cilj komunikacije organizirana akcija. Če npr. sprejmemo da sporočilo, ki ga bomo predali osebi, ne bo sprejeto enako kot ga oddamo, je to manj pomembno kot to, da je sporočilo preneseno in da obe strani naredita nekaj v skupno dobro, v smeri skupnega cilja.
Problem tega modela je nepriznavanje etike; poleg tega opravičuje strateško dvoumnost, ki je pogost problem v organizaciji. Poleg tega je omejitev tudi ta, da poudarja vedenje posameznika (oz. posameznikovo kontrolo okolja s pomočjo komunikacije), kar zmanjša pomen sodelovanja, koordinacije in soodvisnih odnosov med posamezniki v skupini. Model namreč predvideva, da je svet sestavljen iz neodvisnih komunikatorjev, kjer vsak nadzoruje svoje okolje in kjer sporočilo obstaja v glavah ljudi.

### Komunikacija kot ravnovesje med kreativnostjo in omejenostjo
Komunikacija je nenehno iskanje ravnovesja med individualno kreativnostjo in organizacijskimi pritiski in omejitvami. Kreativnost se nanaša na inovativno razmišljanje, biti pripravljen še enkrat preveriti rutine in prakse, ki jih imamo za samoumevne, spodbujanje novih idej itd. Pritiski in omejitve v organizaciji pa se nanašajo na časovne roke, finančne omejitve, organizacijska pravila ipd. V organizacijski komunikaciji se hkrati uveljavljata dve perspektivi; po eni strani zaposleni s svojo aktivnostjo ustvarjajo organizacijo, po drugi strani pa organizacija s svojim delovanjem omejuje in nadzoruje zaposlene in njihovo komunikacijo. Ravnovesje med tema dvema stranema dosegamo s pomočjo komunikacije, ki običajno poteka v dialogu.

## Teorije organizacijske komunikacije

### Pristopi klasičnega managementa
Od 18. do začetka 20. stoletja so organizacije delovale kot imperiji. Korporacije so kot podaljški vladarjev, povečevale trgovino in dajale zaposlitev množicam ter tako prispevale k ekonomskemu in socialnemu razvoju. Do 1832. leta so organizacije dobile strogo delitev dela in hierarhično ureditev, kar je kasneje postala klasična teorija managementa. Gre torej za pristop »od zgoraj navzdol« (ang. top-down approach). Ta pristop vsebuje dve predpostavki, in sicer da (1) zunanje informacije prihajajo le do menedžerjev, ti pa potem le-te posredujejo podrejenim (s tem organizirajo in nadzorujejo delavce) ter (2) da se s tem sistemom ojačuje pasivno sprejemanje informacij s strani delavcev, ki se ne odzivajo, pogajajo ali si po svoje interpretirajo informacije. Ta pristop je pripeljal do nastanka dominantnega pripovedništva (ang. domination narratives), ki je spodbujal moč in kontrolo nadrejenih v vsakdanji komunikaciji. V času industrijske revolucije, ko so se pojavile nove metode in tehnologije dela, se je tudi organizacija komunikacije v organizaciji spremenila; bila je močno pod vplivom takratnega deljenja dela in hierarhije. Načelo takratne organizacije je bilo, da mora organizacija zrcaliti organiziranost idealne družbe.
Sočasno z industrijsko revolucijo se je začel dvig znanosti in s tem novi načini kontrole. Znanost naj bi pojasnjevala, kar omogoča napoved; zmožnost napovedi pa omogoča kontrolo. Tako je torej racionalizacija znanosti po kontroli osnova klasičnega managementa, ki komunikacijo vidi kot neproblematično. Komunikacija je orodje za zapovedovanje reda, koordinacijo dela in vzdrževanja uslužnosti zaposlenih. Primarna funkcija komunikacije v hierarhični ureditvi je transfer informacij po primernih kanalih. Vsak poskus iskanja ravnotežja med kreativnostjo in nadzorom bo po teoriji klasičnega managementa končal na strani nadzora.

### Pristop človeških odnosov
Nezadovoljstvo v času druge svetovne vojne in velike depresije (ekonomske krize v 30. letih 20. stoletja) je spodbudilo raziskovalce k preučevanju odnosov v podjetjih.To je postala osnova za pristop človeških odnosov, ki poudarja medosebne in socialne potrebe posameznikov ter predvideva, da se ljudje želijo počutiti povezane z nekom ali nečim. Raziskovanje v tistem času je dalo nove poglede na odnos zaposleni – delodajalec. Elton Mayo je s svojim eksperimentom v električni tovarni ugotovil, da povečana pozornost delavcem poveča produktivnost (za več glej Učinek Hawthorne). Nov pogled je spremenil tudi pomen komunikacije, ki bi morala biti odprta, odnosna in usmerjena na potrebe. Konflikti temeljijo na pomanjkanju skupnega razumevanja; odnosi med menedžerji in delavci pa temeljijo na zaupanju, odprtosti, odkritosti in moči.

### Pristop človeških virov
Ta pristop je osredotočen na celotno organizacijsko klimo in na to, kako lahko organizacija spodbuja zaposlenega k aktivnem delovanju in k dialogu. Temelji na teoriji potreb po Abrahamu Maslowu, teoriji Y Douglasa McGregorja in Likartovih principih podpornih odnosov. Ta pristop poudarja sodelovanje zaposlenih pri sprejemanju odločitev, ne pojasni pa pragmatičnosti tega procesa za zaposlene, zaradi česar ima pristop omejeno uporabo.

### Sistemska perspektiva
Sistem bi lahko definirali kot kompleksen niz odnosov, ki so med seboj soodvisni. Pri preučevanju komunikacije v organizaciji nas zanima narava komponent v organizaciji in odnosov med njimi. Ta pristop poudarja pomen komunikacijskega procesa v organizaciji. Komunikacija je pojmovana podobno kot SMCR model, s tem da je potrebno upoštevati, da na prenos informacije od sporočila (M) preko kanala (C) vpliva šum in da v komunikaciji prejemnik (R) ves čas daje povratno informacijo sporočevalcu (S). Še vedno pa je omejitev perspektive v tem, da komunikacijo enači z informacijami.

## Vrste komunikacije: verbalna in neverbalna komunikacija

### Verbalna komunikacija
Verbalna komunikacija pri prenosu sporočila uporablja glas in besede. Je osnovno orodje človeškega sporazumevanja. Verbalna komunikacija je lahko ustna ali pisna. Kanali ustne komunikacije so dialog, debata in diskusija, pisne komunikacije pa pisna sporočila, knjige, poročila, revije, časopisi, elektronska sporočila, pisma, pravni dokumenti, osebni dnevniki itd.

### Neverbalna komunikacija
Neverbalna komunikacija vsebuje procese prenašanja sporočil brez besed, na zavestnem ali nezavednem nivoju, preko obraznih izrazov, gest, navezovanja stikov, drže telesa, tona glasu, oblačil, barv in uporabe prostora. Igra pomembno vlogo pri dinamiki, ki jo vidimo med ljudmi v delovnem okolju. Neverbalnih sporočil, kod, se naučimo v procesu socializacije, tako kot se naučimo jezika, in te kode integriramo v naš lastni simbolni sistem. Albert Mehrabian v svojem klasičnem delu o neverbalni komunikaciji navaja, da besede oz. to, kar je izrečeno, doprinese sporočilu 7 % pomena, način, kako to povemo (paralingvistika), doda sporočilu 38 % pomena, neverbalna komunikacija pa k celotnemu pomenu sporočila doprinese 55 %. Navedeni odstotki veljajo v primeru, ko gre za dvoumna sporočila, sporočila, katerih vsebini ne verjamemo, ter za sporočila s čustvenim sporočilom. To pomeni, da ima v komunikaciji na delovnem mestu samo sporočilo še vedno velik pomen, saj bi brez njega težko učinkovito komunicirali oz. bi samo z neverbalno komunikacijo proces potekal počasneje in z napakami.
Neverbalna sporočila imajo vizualno, vokalno, fizično in prostorsko komponento. Neverbalna  komunikacija ima sedem funkcij: (1) nadomešča besede, (2) kontrolira vtis drugih ljudi o nas, (3) dopolnjuje besede v sporočilu, (4) nasprotuje našim besedam, (5) potrjuje sporočilom drugih ljudi, (6) razlikuje v odnosu med sabo in drugimi ter (7) vzdržuje skladno razumevanje sporočila v danem okolju (npr. na delovnem mestu).
Področja neverbalne komunikacije so: izgled, parajezik, kinestetika, kronemika, proksemika. Izgled na delovnem mestu je zunanja slika, ki jo predstavljamo navzven. Pogosto ga uporabljamo kot indikator primernosti, profesionalnosti in položaja v organizaciji/podjetju. Sporočilo prenašamo tudi z izbiro oblačil.
Parajezik je način, kako nekaj povemo (ne kaj povemo). To so torej višina glasu, poudarki, intonacija, glasnost, ritem, naglas, dialekt, premori, tišina, govorne napake. Glede na parajzik ljudi pogosto ocenjujemo kot (ne)profesionalne, (ne)izobražene, sodimo njihov socialni položaj, okolje v katerem živijo, delovno mesto.
Kinestetika vključuje gibe telesa medtem kot oddajamo ali sprejemamo sporočilo. Vključuje geste, stanco, držo, hojo, očesni stik, obrazne izraze in druge gibe, ki so vključeni v komunikaciji.
Proksemika se nanaša na razdaljo med ljudmi, ki so v komunikacijskem odnosu. Vključuje tudi uporabo objektov in artefaktov. Proksemika je zelo kulturno pogojena; pri nekaterih kulturah je želena razdalja med komunikatorjema večja (imajo raje več osebnega prostora), pri drugih kulturah pa manjša. Ločimo intimno (do 30 cm), osebno (30 cm do 60 cm), socialno (60 cm do 120 cm) in javno razdaljo (nad 120 cm).

## Konflikti
Več na Konflikt na delovnem mestu
Konflikti v so v medosebni komunikaciji normalni in so lahko zelo produktivni, ko nastanejo med dvema osebama, ki imata skupni cilj. Razlikujemo podporno in defenzivno komunikacijo, ki lahko pripomoreta ali otežujeta samo komunikacijo in reševanje konfliktov. Za podporno komunikacijo so značilni: osredotočenost na problem, sodelovanje, uporabljanje jaz-stavkov, odprtost za različne perspektive, sočutje in empatija. Za defenzivno komunikacijo pa so značilni: osredotočenost na iskanje krivca, tekmovalnost, uporabljanje ti-stavkov, egoizem, osredotočenost nase.
Eden izmed povzročiteljev, osnovnih sprožilcev konfliktov je stres na delovnem mestu. Konflikti pa so navadno posledica slabe komunikacije. Ta je lahko že nekaj časa prisotna, vendar stresna situacija zmanjšuje potrpežljivost posameznika in sproži se konflikt.

## Vrste organizacijskega komuniciranja

### Osebna komunikacija
Osebna (intrapersonalna) komunikacija je komunikacija, ki jo imamo sami s sabo o sebi in o drugih ljudeh. Navezuje se torej na našo interpretacijo okolja, dogodkov, drugih ljudi, naših misli in občutkov. Običajno je ta vrsta komunikacije najobsežnejša; več govorimo samemu sebi, kot drugim. Pomembno pa je, na kakšen način si govorimo – verbalno in neverbalno.
Intrapersonalna komunikacija je osnova komunikacije v delovnem okolju, saj opredeljuje naš odnos do delovnega okolja, ki je lahko pozitiven ali negativen. Vpliv na to okolje imajo tudi drugi ljudje, vendar samo do mere, kot jim sami dovoljujemo.

### Medosebna komunikacija
Medosebna (interpersonalna) komunikacija je izmenjava sporočil med dvema osebama. Elementi interpersonalne komunikacije so naslednji: pošiljatelj in prejemnik, prenašalci in receptorji, sporočila in kanali, bogatost medija, pomen in povratna informacija, interpesonalne ter kulturne ovire. To, da nekoga določimo kot pošiljatelja in prejemnika je arbitrarno, saj se vlogi ves čas izmenjujeta. Prenašalci, ki jih uporablja pošiljatelj, in receptorji, ki jih uporablja prejemnik, so razpoložljiva sredstva, ki jih imata komunikatorja na voljo za pošiljanje in sprejemanje sporočil. Običajno vsebujejo enega ali več čutov: vid, sluh, dotik, voh in okus. Prenašaje sporočila je lahko verbalno in neverbalno in ko se prenašanje začne, komunikacijski proces ni več pod nadzorom sporočevalca. Sporočilo, ki ga prenaša, vsebuje podatke in informacije, ki jih kodira v simbole, ki informacijam dajo značilen pomen. Ti potem potujejo po kanalu, ki je sredstvo za prenos sporočila, do prejemnika, ki sporočila dekodira in mu pripiše pomen.
Bogatost medija je zmožnost komunikacijskega pristopa, da prenese sporočilo in omogoča povratno informacijo. En faktor je hitrost osebne povratne informacije, drugi faktor pa raznolikost gesel in jezika. Od najmanj do najbolj zmožnega medija glede na to si sledijo: formalni numerični dokumenti, formalni pisni dokumenti, spletna stran organizacije, lastni videi organizacije, neformalna pisma/zapiski, elektronska pošta, glasovno sporočilo, telefonski pogovor, videokonferenca, pogovor v živo.

#### Ovire v interpersonalni komunikaciji
Ovire v interpersonalni komunikaciji so številne, med njimi takšne, ki so odvisne od individualnih razlik in zaznavanja. Ovire lahko predstavljajo osebnostne značilnosti posameznika, npr. nizko prilagajanje, nizka sociabilnost, nizka sprejemljivost oz. prijetnost, nizka intelektualna odprtost, introvertiranost. Napake zaznavanja pa vključujejo zaznavna obramba (branimo se idej, objektov, situacij, ki nas ogrožajo), stereotipiziranje, halo efekt (ocenjevanje osebe na podlagi ene informacije), projekcija (pripisovanje lastnih značilnosti drugim ljudem), efekt visokih pričakovanj. Značilna je tudi osnovna atribucijska napaka. Poleg tega oviro predstavljata tudi šum, ki je vsaka interferenca s sporočilom v informacijskem kanalu, in semantika, tj. da različni ljudje različnim besedam pripisujemo drugače pomen. Kot ovira se pojavljajo tudi jezikovne rutine in laganje. Jezikovne rutine so posameznikovi verbalni in neverbalni komunikacijski vzorci, ki so postali navada. Najbolj opazni so npr. pri pozdravljanju. Sicer lahko jezikovne rutine prihranijo čas pri komunikaciji in napovedujejo sporočilo, lahko pa imajo tudi negativen učinek na ljudi, ki jezikovnih rutin sporočevalca ne poznajo (npr. diskriminativen, žaljiv, neprijeten občutek). V organizacijski komunikaciji lahko ovire dodatno predstavljajo še različni statusi med sogovorniki, zadrževanje informacij (veliko informacij namreč nadrejeni zadržijo zase) in pomanjkanje zaupanja (npr. zaradi tekmovanja med sodelavci).
Če delamo v večkulturnem okolju, oviro v komunikaciji lahko predstavlja tudi različnost kultur. Kulturne razlike se nanašajo na verbalno in neverbalno komunikacijo, ki sta odvisni od jezika, religijskih prepričanj, ekonomskega statusa, socialnih vrednot in fizičnih značilnosti.

### Komunikacija vtimu
Komunikacija v timu (organizacijska komunikacija) je komunikacija, ki vključuje najmanj tri ljudi, različne perspektive in poskuša doseči cilj, ki bi doprinesel k timu in vsakemu posamezniku v njem.
Poznamo 5 komunikacijskih elementov interakcije v timu, in sicer: vloge, norme, proces sprejemanja odločitev, konfliktni management in iskanje konsenza ter kulturna raznolikost. Medtem ko je lahko posameznikovo vedenje pomembno spremenljivo, si člani tima poskušajo predpisati komunikacijske vloge, ki so znotraj tima konsistentne. Vloge, ki so vezane na delo, običajno povzemajo in ocenjujejo ideje tima, njen napredek ali pa spodbudijo generiraje novih idej. Vloge vzdrževanja poskušajo lajšati timsko napetost ali pritisk oz. vzdrževati harmonijo v timu (s pripovedovanjem šal, spreminjanjem teme, izgladitvijo sporov in nesoglasij). Osrednje vloge v timu poskušajo dominirati v diskusiji in delu ali pa odvračajo pozornost tima od pomembnih težav tako, da jih delajo nepomembne. Slednje vloge se smatrajo kot najmanj učinkovite v timu.
Sprejemanje odločitev v timu poteka po štirih fazah, in sicer skozi fazo (1) orientacije, (2) konflikta, (3) pojavitve in (4) ojačitve. V fazi orientacije se tim spoznava. Komunikacija je usmerjena na razjasnjevanje namena in funkcije tima ter na zniževanje napetosti in negotovosti. Nato pogovor o nalogah povzroči fazo konflikta, kjer se člani tima pogovarjajo o različnih idejah, perspektivah, položajih, stilih in življenjskih pogledih; sočasno pa ustvarjajo zvezo in strinjanje. Za fazo pojavitve je značilen konsenz in pomikanje tima proti akciji in določanju, na kakšen način bodo udejanjili sprejeto odločitev. Timi, katerim primanjkujejo komunikacijske veščine, se običajno v tej fazi razidejo, saj težko delajo skupaj in se težko zedinijo glede cilja. Fazo ojačitve opredeljujejo sodelovanje in čut doseganja ciljev med člani tima. Danes nam pri sprejemanju odločitev lahko pomagajo mnoga računalniška orodja, ki sprejmejo in prikazujejo sporočila vseh članov tima.

### Komunikacijske mreže
Komunikacijske mreže (to so skupine posameznikov, ki komunicirajo ves čas) so v moderni ekonomiji primarni model organizacije. Mreže so ponavljajoče se, informacijske in nekoliko manj soodvisne kot timi. V organizaciji se je koncept mrež razvil kot rezultat dolgotrajnih interesov raziskovanja področja strukture skupin v organizaciji. Teoretiki človeških odnosov ugotavljajo, da majhne skupine naredijo večino pomembnega dela v organizaciji in da na vzorec komunikacije znotraj majhnih skupin (njihovo komunikacijsko strukturo) vpliva več faktorjev. Menedžerji npr. iz zaposlenih ustvarijo skupino, ki zavira komunikacijo; ali pa so tisti, ki na novo pridejo v skupino, manj pripravljeni komunicirati.
Zgodnja raziskovanja komunikacijskih mrež so se osredotočila na raziskovanje majhnih skupin (5 članov) z namenom določiti učinke centralizirane nasproti decentralizirani mreži pri sprejemanju odločitev. Proučevali so 4 tipe komunikacijskih mrež: krog, kolo, verigo in vsi kanali.
Ugotovili so, da so centralizirane mreže (kolo in veriga) bolj uspešne kot decentralizirane (krog, vsi kanali), če so upoštevali hitrost reševanja nalog. Kasnejše raziskave so ugotovile, da centralizirane mreže niso nujno boljše. To velja predvsem za kompleksne in dvoumne naloge, pri katerih so se decentralizirane mreže bolje izkazale. Raziskave so dale še nekatere ugotovitve, kot npr. da ko ima skupina opraviti z rutinsko nalogo ali tesnim časovnim rokom, ni pričakovano delovanje vseh članov skupine. Ko pa je problem kompleksnejši, pa odprt dialog omogoča večje zadovoljstvo članov skupine in boljše rešitve. 
Vsaka komunikacijska mreža ima najmanj eno področje vsebine, s katerim se ukvarja. Vsebine so lahko različna področja dela, govorice, zasebno življenje itd. Ljudje, ki komunicirajo o več vsebinah imajo bolj kompleksne odnose. Kompleksnost povezav pa se je izkazala kot pomemben vir socialne podpore in inovativnosti v organizaciji.
Komunikacijske mreže so lahko formalne in neformalne ter omogočajo strukturiran in nestrukturiran pretok informacij od menedžerja do delavcev in obratno; med sodelavci in organizacijo do klienta. Formalno strukturo vključujejo organizacijska pravila delovanja in pravilniki, sistem delovanja, proces vrednotenja, pritožb in drugi aspekti komunikacije, ki se navezujejo na politiko organizacije. Neformalne strukture pa so tiste, ki obstajajo brez pravilnikov in določil, prispevajo pa k dinamiki organizacijske komunikacije. Tu so vključeni pogovori v času odmorov, govorice. Obe strukturi vplivata druga na drugo, zato mora organizacijski management pri ustvarjanju strukture dela to upoštevati. V teh strukturah potekajo 4 vzorci komunikacije: vzorec od zgoraj navzdol; horizontalni vzorec (ang. forward pattern), krožni vzorec in socialni vzorec. Vzorec od zgoraj navzdol je tipičen za hierarhično strukturo in omogoča formalno strukturo komunikacije. Za horizontalni vzorec je značilen vodoraven prenos informacij po začrtani poti. Krožni vzorec odpira možnost komuniciranja in prenašanja informacij na širši krog prejemnikov; poskuša se približati neformalni strukturi, vendar je še vedno dokaj zaprt. Socialni vzorec pa je odprt; aktivna mreža, ki se uporablja predvsem za neformalne, socialne diskusije. Poznavanje teh komunikacijskih vzorcev lahko pomaga pri uspešnejšem grajenju skupine in lajšanju njihovega komunikacijskega procesa.

### Komunikacija privodenju
Komunikacija pri vodenju se odraža z načinom vodenja (tj. demokratični, laissez-faire, avtoritaren in avtokratični). Komunikacija pri vodenju se nanaša na parajezik. Uspešna komunikacija pri vodenju je usmerjena na namen in grajenje spoštovanja. Usmerjena na namen pomeni, da v komunikaciji uporabljamo izraze, ki so povezani z doseganjem skupnih ciljev in skupnim sodelovanjem sodelavcev, članov tima. Komunikacija, ki spodbuja grajenje spoštovanja pa se usmerja na komunikacijo, kjer so vsi enakovredni, se proaktivno sooča s konflikti, uporablja elemente pohvale, daje povratno informacijo in je opisovalna (uporablja jaz- in mi-stavke; ne ti-stavkov).  Vodja mora imeti komunikacijske veščine, ki pomagajo pri reševanju problemov; sodbe ljudi predstavljajo na jasen način, aktivno poslušajo in so usmerjeni k namenu.
Čeprav različne teorije komunikacije uspešno komuniciranje v vodenju pojmujejo drugače, se sodobni teoretiki strinjajo, da ima učinkovito komuniciranje z zaposlenimi najmanj štiri osnovne značilnosti: odprtost, podporo, motiviranje in pooblaščanje. Obe strani v odprti komunikaciji prepoznajo sogovornika kot nekoga, ki je pripravljen pozorno poslušati, hkrati pa se sami poskušajo zadržati pri dajanju odgovorov, ki bi lahko bili zaznani kot negativna povratna informacija. Odprtost ima verbalno in neverbalno dimenzijo. Raziskave kažejo pozitivno povezavo med odprto komunikacijo nadrejenega in zadovoljstvom zaposlenega z odnosom. Komponente odprte komunikacije so:
- vodje poudarjajo pomembnost odprte komunikacije in odnosa z zaposlenimi;
- vodje so empatični poslušalci; se pozitivno odzivajo na vprašanja zaposlenih, prisluhnejo predlogom in pritožbam ter izrazijo pripravljenost za ukrepe, ko bo to potrebno;
- vodje vprašajo, prosijo ali prepričajo; ne rečejo ali ukazujejo;
- vodje so občutljivi na občutja drugih; podrejene ne oštevajo pred drugimi;
- vodje delijo informacije z zaposlenimi; tudi predčasna obvestila o spremembah ter razlago, zakaj bo prišlo do teh sprememb.

Podporna komunikacija, ki poudarja aktivno poslušanje in kazanje resničnega zanimanja za zaposlene, naj bi bila pri vodenju še učinkovitejša kot odprtost. Učinkoviti vodje, poskušajo komunicirati na način, ki sočasno kaže skrb za odnos, spoštovanje posameznika in podpira izpolnjevanje nalog.
Vodja lahko zaposlenega s pomočjo komunikacije motivira tako, da mu daje informacije ter povratno informacijo o njegovih nalogah, ciljih, delu, prihodnosti ter ga spodbuja, kaže empatijo in skrb.
Pooblaščanje se nanaša na deljenje moči in sprejemanja odločitev z zaposlenimi, tako da skozi dajanje možnosti in motiviranje spodbujamo občutke samoučinkovitosti zaposlenih. Vodja se v tem primeru bolj vede kot coach, ne šef, ki prisluhne problemom zaposlenih, se izogiba tesnega nadzora, zaposlenim zaupa in jim daje povratno informacijo. Tako bi morali razdeliti moč in možnosti med zaposlene, vzdrževati odprto in decentralizirano komunikacijo in uporabljati integrativni pristop k reševanju problemov.